# Geometria hiperbòlica
La geometria hiperbòlica  (o Lobatxevskiana ) és un model de geometria que satisfà només els quatre primers postulats de la geometria euclidiana. Encara que és similar en molts aspectes i molts dels teoremes de la geometria euclidiana continuen sent vàlids en geometria hiperbòlica, no se satisfà el cinquè postulat d'Euclides sobre les paral·leles. Igual que la geometria euclidiana i la geometria el·líptica, la geometria hiperbòlica és un model de curvatura constant:
- La geometria euclidiana  satisfà els cinc postulats d'Euclides i té curvatura zero.
- La geometria hiperbòlica  satisfà només els quatre primers postulats d'Euclides i té curvatura negativa.
- La geometria el·líptica  satisfà només els quatre primers postulats d'Euclides i té curvatura positiva.

## Història
Des d'antic es van realitzar esforços per deduir el  cinquè postulat  d'Euclides referent a les paral·leles dels altres quatre. Un dels intents més amplis i ambiciosos va ser el de Giovanni Gerolamo Saccheri en el segle xviii que, contradictòriament va crear el que podríem considerar model incipient de geometria hiperbòlica. No obstant això, Saccheri va creure que no era consistent i no va arribar a formalitzar tots els aspectes del seu treball. També Johann Heinrich Lambert va trobar algunes fórmules interessants referents al que avui anomenaríem triangles de la geometria hiperbòlica, provant que la suma dels rectangles és sempre menor que 180 º (o π radians), la fórmula de Lambert establia que per un d'aquests triangles es complia:

{\displaystyle (\pi -(\alpha +\beta +\gamma ))=CA_{\alpha \beta \gamma }\;}

On:
{\displaystyle \mathrm {A} +\beta +\gamma \;}, és la suma de les vores del triangle (expressada en radians).
{\displaystyle A_{\alpha \beta \gamma }\;}, és l'àrea total del triangle.
{\displaystyle C\;} és una constant de proporcionalitat positiva relacionada amb la curvatura constant de l'espai hiperbòlic en què es troba immers el triangle.
Més endavant Carl Friedrich Gauss va treballar en un model similar però no va publicar els seus resultats. A la dècada del 1820 dos joves matemàtics que treballaven de manera independent, János Bolyai i Nikolai Ivànovitx Lobatxevski, van publicar els seus models pels quals establien la possibilitat d'un tipus de geometria alternativa, totalment consistent, que és el que coneixem com a geometria hiperbòlica.

## Introducció

### Paral·leles en la geometria hiperbòlica

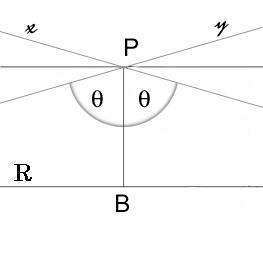
Rectes que passen per P i són hiperparal·leles a R

Un triangle en un pla amb forma d'una cadira de muntar (un paraboloide hiperbòlic), així com dues rectes paral·leles divergents.

L'axioma de Bolyai, equivalent al cinquè postulat d'Euclides sobre les rectes paral·leles diu que « donada una recta  r  i un punt  P  extern a ella, hi ha una i només una recta que passa per  P  que no interseca a 'r ''». Comunament, la recta que posseeix aquesta qualitat rep el nom de "paral·lela" a través de P.
En geometria hiperbòlica, aquest postulat és fals perquè sempre hi ha almenys dues rectes diferents que passen per P i les quals no s'intersequen a r. De fet per la geometria hiperbòlica és possible demostrar una interessant propietat: hi ha dues classes de rectes que no s'intersequen a la recta r. Sigui B un punt que pertany a r tal que la recta PB és perpendicular a r. Penseu en la recta l que passa per P, tal que l no interseca a r i l'angle theta entre PB i l (en sentit contrari a les agulles del rellotge, des PB) és el més petit possible (és a dir, qualsevol angle més petit que theta, forçarà a la recta a intersecar ar). Aquesta (l), és anomenada  recta hiperparal·lela  (o simplement, recta paral·lela) en la geometria hiperbòlica.
En forma similar, la recta m que forma el mateix angle theta entre PB i ella mateixa, però ara en sentit de les agulles del rellotge des de PB, també serà hiperparal·lela, però no poden haver altres. Totes les altres rectes que passen per P i que no s'intersequen a r, i formen angle més gran que theta amb PB i són anomenades  rectes ultraparal·leles  (o  rectes disjuntes paral·leles ). Recordeu que, en haver un nombre infinit d'àngles possibles entre θ i 90 º, cadascun d'aquests determinarà dues rectes que passen per P i que són disjuntes paral·leles a r, tindrem llavors, un nombre infinit de rectes ultraparal·leles. Per tant, tenim aquesta forma modificada del Postulat de les Rectes Paral·leles: « En geometria hiperbòlica, donada una recta  r  i un punt  P  exterior a  r  hi ha exactament dues rectes que passen per  P , les quals són hiperparal·leles a  r , i infinites rectes que passen per  P  i són ultraparal·leles a  r ».
Les diferències entre rectes hiperparal·leles i ultraparal·leles, també poden ser vistes de la següent manera: la distància entre rectes hiperparal·leles tendeix a zero mentre un s'allunya infinitament de PB per la recta R. No obstant això, la distància entre rectes ultraparal·leles no tendeix a zero si un s'allunya infinitament de PB per la recta r. L'angle de paral·lelisme en la geometria euclidiana és una constant, és a dir, qualsevol longitud BP, determinarà un angle de paral·lelisme igual a 90 graus. A la geometria hiperbòlica, l'angle de paral·lelisme varia amb la qual és anomenada la funció Π (p). Aquesta funció, descrita per Nikolai Ivanovich Lobachevsky, produeix un angle únic de paral·lelisme per a cada longitud donada BP. Mentre la longitud BP es faci més petita, l'angle de paral·lelisme s'acostarà a 90 º. Si la longitud BP s'incrementa sense límits, l'angle de paral·lelisme s'acostarà a zero. Recordeu que, a causa d'aquest fet, mentre les distàncies es facin més petites, el pla hiperbòlic es comportarà cada vegada més com la Geometria euclidiana. Per tant, a petites escales, un observador en el pla hiperbòlic tindrà dificultats per adonar-se que les distàncies no es troben en un pla euclidià.
A la geometria euclidiana la suma dels rectangles de qualsevol triangle és sempre 180 °. A la  geometria hiperbòlica  aquesta suma és sempre  menor  de 180 °, sent la diferència proporcional a l'àrea del triangle.

### Geometria hiperbòlica i física
Podria molt bé passar que la geometria hiperbòlica fos realment veritable en el nostre món a escala cosmològica. Això no obstant, la constant de proporcionalitat entre el dèficit d'angle per un triangle i la seva àrea hauria de ser  extraordinària  petita en aquest cas, i la geometria euclidiana seria una excel·lent aproximació a aquesta geometria per a qualsevol escala ordinària.

## Models euclidians de la geometria hiperbòlica

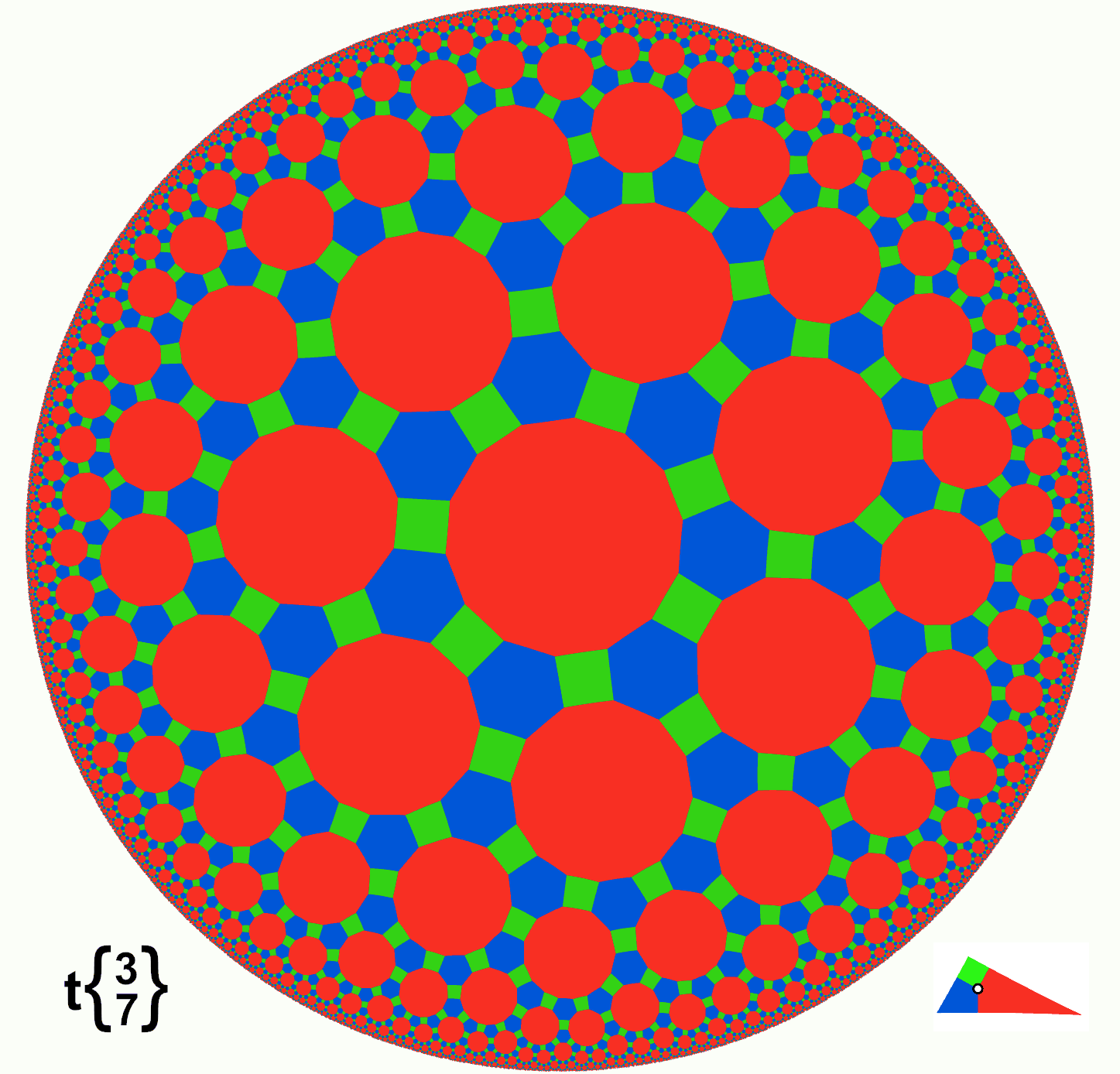
Model del disc Poincaré amb una teselació {3,7}de rombes truncats.

Hi ha quatre models o representacions "euclidianes" de geometria hiperbòlica: la representació de Klein, el model del disc de Poincaré i el model de Lorentz. Curiosament els dos primers models van ser proposats i publicats originalment per Eugenio Beltrami el 1868, però, van arribar notorietat per l'ús que tant Felix Klein com Henri Poincaré van fer d'ells, aquests dos models són models de la geometria hiperbòlica de dues dimensions, i són generalitzables a més dimensions.
- La representació de Klein , també conegut com el model projectiu del disc o  model de Beltrami-Klein , fa servir l'interior d'un cercle com pla hiperbòlic, i les cordes com línies del cercle. Aquest model té com a avantatge la seva simplicitat, però com desavantatge que els plans hiperbòlics estan distorsionats.
- El  model de Poincaré  fa servir també l'interior d'un cercle pla, i en ell les línies rectes de la geometria hiperbòlica venen representades per arcs de circumferència que tallen la vora del cercle pla en angle recte.

A més aquest model és un model de curvatura constant negativa, que admet una representació com varietat riemanniana amb un tensor mètric donat per:

{\displaystyle g=a^{2}(dx\otimes dx+\sinh ^{2}xdy\otimes dy)}

On  a  és una constant relacionada amb la curvatura  K  = -1/ a   2 